# 豊田市立大林小学校
豊田市立大林小学校（とよたしりつ おおばやししょうがっこう）は、愛知県豊田市大林町十四丁目にある公立小学校。

## 沿革
- 1954年（昭和29年）4月3日 - 碧海郡高岡村立大林小学校として開校。
- 1955年（昭和30年）11月1日 - 増築校舎が落成。
- 1956年（昭和31年）5月1日 - 高岡村の町制施行に伴い、碧海郡高岡町立大林小学校と改称。
- 1956年（昭和31年）12月12日 - 校歌発表。
- 1959年（昭和34年）9月26日 - 伊勢湾台風で多大な被害を受ける。
- 1961年（昭和36年）9月16日 - 第2室戸台風襲来。体育器具倉庫が傾き、南校舎の瓦が飛散。
- 1965年（昭和40年）9月1日 - 高岡町の豊田市への編入に伴い、豊田市立大林小学校と改称。
- 1972年（昭和47年）9月16日 - 台風6号で被害。
- 1979年（昭和54年）7月10日 - プレハブ校舎増築。13日には木造の南校舎を解体開始。
- 1980年（昭和55年）3月17日 - 本館竣工。
- 1987年（昭和62年）3月10日 - 体育館竣工。
- 1988年（昭和63年）2月17日 - 本館増築が完了。
- 1994年（平成6年）1月22日 - 新校舎完成を祝う会を挙行。
- 1997年（平成9年）7月24日 - 韓国釜山市亀浦初等学校とサッカー親善交流。
- 1999年（平成11年）7月26日 - 韓国訪問団が釜山市亀浦初等学校を訪れる。
- 2001年（平成13年）7月18日 - 韓国サッカー親善交流を中止。
- 2001年（平成13年）10月24日 - 豊田スタジアムの開設記念行事へ参加。

## 通学区域
- 豊田市
  - 永覚新町1丁目～5丁目
  - 大林町1丁目～17丁目（1丁目1～11及び3丁目5-1～10を除く）
  - 御幸本町1丁目～7丁目

卒業生は基本的に豊田市立末野原中学校へ進学する。

## 周辺
トヨタ自動車本社が北東1kmにあることから、校区内には同社の社宅や関連会社・施設が多い。
- 豊田市立大林こども園
- 豊田大林郵便局

## アクセス
- 愛知環状鉄道三河豊田駅より南西へ1km
- 愛知県道488号三河豊田停車場大林線沿い